# Stora Avtjärnen (Mora socken, Dalarna)
Stora Avtjärnen är en sjö i Mora kommun i Dalarna och ingår i Dalälvens huvudavrinningsområde. Sjön har en area på 0,0762 kvadratkilometer och ligger 422,4 meter över havet.

## Delavrinningsområde
Stora Avtjärnen ingår i det delavrinningsområde (675797-141378) som SMHI kallar för Mynnar i Ryssån. Medelhöjden är 337 meter över havet och ytan är 10,03 kvadratkilometer. Det finns inga avrinningsområden uppströms utan avrinningsområdet är högsta punkten. Vattendraget som avvattnar avrinningsområdet har biflödesordning 3, vilket innebär att vattnet flödar genom totalt 3 vattendrag innan det når havet efter 331 kilometer. Avrinningsområdet består mestadels av skog (87 procent). Avrinningsområdet har 0,11 kvadratkilometer vattenytor vilket ger det en sjöprocent på 1,1 procent.